# Newbury (wieś w Vermont)
Newbury – wieś (village) w Stanach Zjednoczonych, w stanie Vermont, w hrabstwie Orange, w gminie (town) Newbury.